# Afrikrea.com
Afrikrea.com est une place de marché en ligne spécialisée dans la mode, l'art et l'artisanat africains. 

## Historique
Projet initié en 2013, la plateforme est lancée au printemps 2016 par Moulaye Taboure, Abdoul Kadry Diallo et Luc Perussault-Diallo. En 2017, elle figure parmi les 35 lauréats de la French Tech Diversité en 2017. Thierry Petit figure parmi les investisseurs,. En 2018, la start-up s'installe à Abidjan.  

## Activité
Afrikrea est une place de marché en ligne permettant d'acheter les produits de créateurs indépendants africains. En 2018, Afrikrea revendique 50 000 utilisateurs dans 145 pays et a généré plus de 2 millions d'euros de transactions (le ).